# Cantone di Corbigny
Il Cantone di Corbigny è una divisione amministrativa dell'arrondissement di Clamecy.
A seguito della riforma approvata con decreto del 18 febbraio 2014, che ha avuto attuazione dopo le elezioni dipartimentali del 2015, è passato da 15 a 47 comuni.

## Composizione
I 15 comuni facenti parte prima della riforma del 2014 erano:
- Anthien
- Cervon
- Chaumot
- Chitry-les-Mines
- La Collancelle
- Corbigny
- Epiry
- Gâcogne
- Magny-Lormes
- Marigny-sur-Yonne
- Mhère
- Mouron-sur-Yonne
- Pazy
- Sardy-lès-Épiry
- Vauclaix

Dal 2015 i comuni appartenenti al cantone sono i seguenti 47:
- Anthien
- Asnan
- Authiou
- Bazoches
- Beaulieu
- Beuvron
- Brassy
- Brinon-sur-Beuvron
- Bussy-la-Pesle
- Cervon
- Chalaux
- Challement
- Champallement
- Chaumot
- Chazeuil
- Chevannes-Changy
- Chitry-les-Mines
- La Collancelle
- Corbigny
- Corvol-d'Embernard
- Dompierre-sur-Héry
- Dun-les-Places
- Empury
- Epiry
- Gâcogne
- Germenay
- Grenois
- Guipy
- Héry
- Lormes
- Magny-Lormes
- Marigny-l'Église
- Marigny-sur-Yonne
- Mhère
- Michaugues
- Moraches
- Mouron-sur-Yonne
- Neuilly
- Pazy
- Pouques-Lormes
- Saint-André-en-Morvan
- Saint-Martin-du-Puy
- Saint-Révérien
- Sardy-lès-Épiry
- Taconnay
- Vauclaix
- Vitry-Laché